# Hugh Lofting
Hugh John Lofting (Maidenhead, 14 januari 1886 - Topanga, 26 september 1947) was een Brits schrijver en dichter, opgeleid als bouwkundig ingenieur, en de bedenker van het karakter van Dr. Dolittle - een klassieker in de kinderliteratuur.
Als zoon van Engelse en Ierse ouders vertrok Lofting na een vroege opleiding op een Jezuïetenschool naar de Verenigde Staten van Amerika, waar hij zijn graad als bouwkundig ingenieur behaalde aan het Massachusetts Institute of Technology. Hij reisde enige tijd rond als ingenieur voor hij tekende bij de Ierse Garde om te vechten in de Eerste Wereldoorlog. Omdat hij zijn kinderen niet wilde schrijven over de verschrikkingen van de oorlog, schreef hij fictieve brieven waarin hij de basis legde voor zijn succesvolle serie kinderboeken over Dr. Dolittle. Na ernstig gewond te zijn geraakt, keerde hij terug bij zijn familie in Connecticut in de Verenigde Staten. Hij is driemaal getrouwd en heeft drie kinderen gekregen. Zijn zoon Christopher is zijn literair erfgenaam.
Lofting schreef over de beoordeling van zijn boeken als jeugdliteratuur: "For years it was a constant source of shock to me to find my writings amongst 'Juveniles, it does not bother me any more now, but I still feel there should be a category of 'Seniles' to offset the epithet."
Lofting overleed op 61-jarige leeftijd na een lang ziekbed. Hij is begraven in Killingsworth, Connecticut.

## Doctor Dolittle
Het bekendste hersenspinsel van Hugh Lofting, Doctor Dolittle uit Puddleby-on-the-Marsh, die met dieren kan spreken, ontstond in Loftings geïllustreerde brieven aan zijn kinderen vanuit de loopgraven tijdens de Eerste Wereldoorlog, toen echt nieuws te gruwelijk of te saai was (too horrible or too dull). De verhalen vinden plaats in Victoriaans Engeland (in en rond de jaren 40 van de negentiende eeuw). Het personage zou de hoofdrol spelen in een serie boeken, waarvan het eerste in 1920 verscheen, en het tweede, uit 1922, hem de prestigieuze Newbery Medal opleverde. Acht boeken zouden nog volgen voor zijn dood, en nog twee boeken samengesteld uit korte niet-gepubliceerde stukken, verschenen na zijn sterven. Het verhaal is meermalen aangepast voor films en televisie, tweemaal voor een toneelstuk, en ook voor de radio.

## Overige werken
Naast de succesvolle Dr. Dolittle-serie verschenen er nog meer jeugdboeken van de hand van Lofting. Twee prentenboeken (1923 en 1936) gaan over een oudere vrouw, Mrs. Tubbs, die met haar huisdieren kan praten en haar uit de problemen houden. In 1924 verscheen het enige niet-Dolittle boek dat nog steeds in druk is, Porridge Poetry, een lichtvoetig, kleurig geïllustreerd boek met gedichten voor kinderen.
Het in 1929 verschenen Noisy Nora bevatte quasi-handgeschreven tekst die overliep in de illustraties over een luidruchtig etend meisje. In 1930 verscheen het enige niet door Lofting zelf geïllustreerde boek (maar door Lois Lenski), The Twilight of Magic. Dit boek is ook geschreven voor een wat ouder (jeugd)publiek.
Slechts een werk was geschreven voor volwassenen: Victory for the Slain. Het in 1942 gepubliceerde gedicht handelde over de zinloosheid van oorlog. Het verscheen alleen in het Verenigd Koninkrijk.